# Monarch (schip, 1991)
De Monarch is een cruiseschip van Pullmantur Cruises. Het schip was tot april 2013 eigendom van Royal Caribbean International, welke organisatie het schip in 1991 liet bouwen. Het kreeg de naam Monarch of the Seas en vormde samen met de Majesty of the Seas de oudste cruiseschepen van Royal Caribbean International.
Het schip bestaat uit 12 dekken, is 268 meter lang, 32 meter breed en het kan 2.744 passagiers vervoeren.
De maximumsnelheid van het schip is 22 knopen (wat ongeveer gelijk is aan 40 km/u).

## Concept

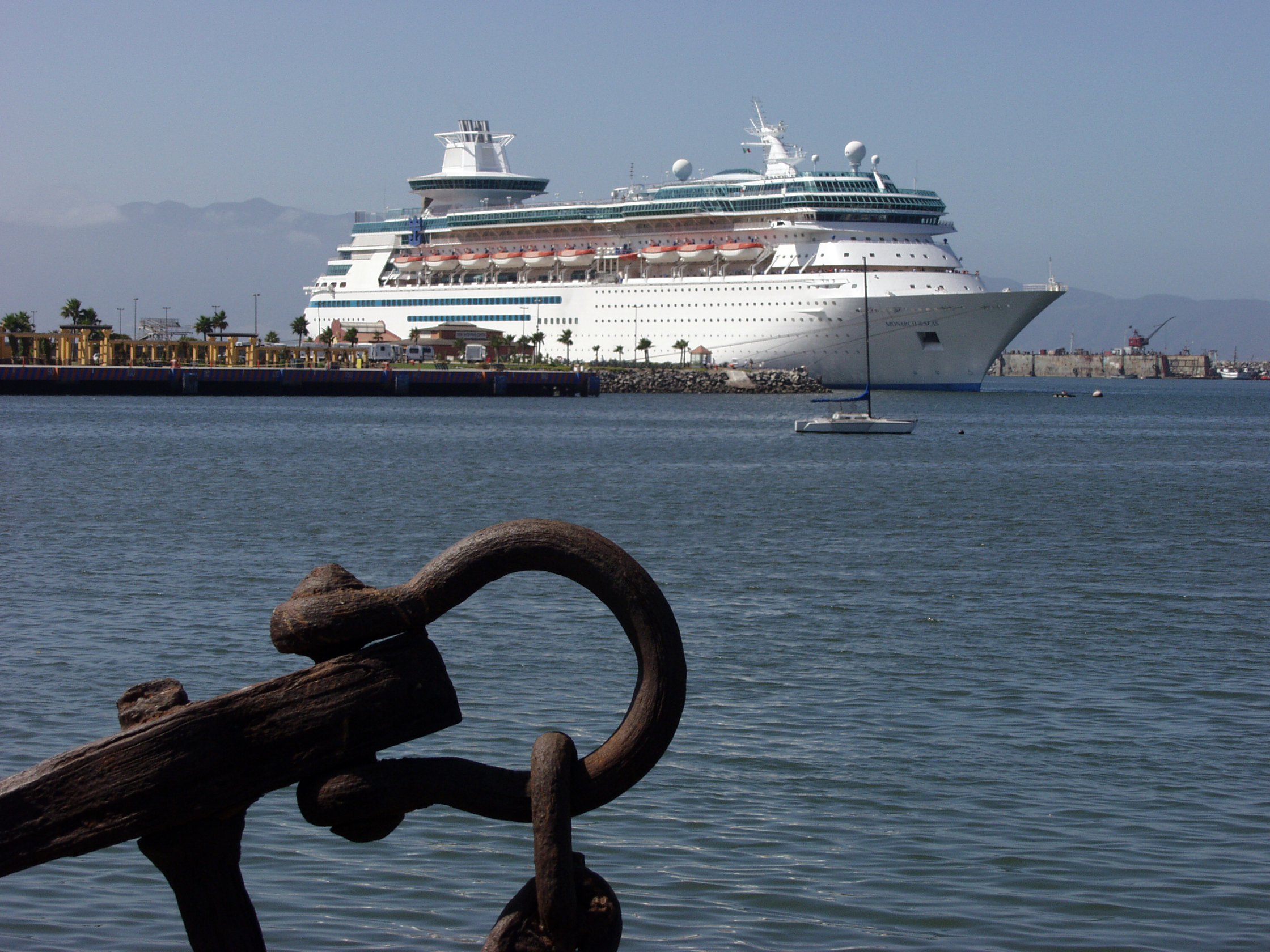
De MS Monarch aan wal

De Monarch bestaat onder andere uit een atrium van 7 verdiepingen met een marmeren trap, omringd door boetieks, winkels en lounges.